# سیه‌رخ آنگولایی
سیه‌رخ آنگولایی (نام علمی: Batis minulla) نام یک گونه از سرده سیه‌رخ‌ها است.